# Dinastia epàrtida
La dinastia epàrtida o Sukkalmah (vers 1970-1600 aC.) va governar Elam després de la dinastia de Simashki.
Inicialment l'expressió "fill de la germana de Shilhaha" (o Ilhaha) el primer rei va confondre als historiadors que van pensar que la línia successòria anava al nebot, però en realitat era més aviat un títol derivat de l'enllaç entre el rei i la seva germana que donava legitimitat a la successió, com demostra que l'expressió fos usada segles després de la mort de Shilhaha, per exemple pels reis Untu-Napir (Indaddu Napir) o Hutush Iannak.
Una inscripció de Shilhal Inannak, que enumera als seus predecessors que havien restaurat un temple, produeix certa confusió al no estar esmentats en forma cronològics, sinó seguint les línies successòries (línia directa, després les col·laterals, encara que de vegades la col·lateral precedeix a la directe per tenir major llegitimat). Així la línia a la inscripció és Eparti (Ebarat), Shilhaha, Siruktuhshu, Siwepalar-Huppak, Kuk-Kirmash, Attahushu, Temti-Halki, i Kuk-Nashur, però la línia directa és Eparti, Shilhaha, Siruktushu, Siwepalar-Huppak, i els següents Kuk-Kirmash i Attahushu, no són al lloc correcte perquè van governar entre Shilhaha i Siruktuh; llavors Kuk-Kirmash fou un col·lateral que a llista és designat com a "fill de Lankuku" (personatge desconegut que probablement no fou rei i segurament era un germà d'un rei que va morir sense fill o amb fills menors d'edat); això ve confirmat per les inscripcions d'alguns alts funcionaris que van servir sota aquest rei després d'haver servit a Idaddu II, desè rei de Simashki i, per tant, no va poder regnar al segle xv aC com se suposava. Temti-Halki i Kuk-Nashur, els dos darrers sukkalmahs coneguts, foren probablement de línia directa.
També una inscripció d'Attahushu fou considerada una prova que Eparti, Shilhaha, i Atta-hushu foren contemporanis (un triumvirat) però modernes troballes de segells cilíndrics i inscripcions d'alguns servents demostren que entre Shilhaha i Attahushu i va haver sis sukkalmahs (o sukkals): Palaishan, Kuk-Kirmash, Kuk-Sanit, Tem-Sanit, Kuk-Nakhkhunte, i Kuk-Nashr I, que van regnar vers el segle XX aC o XIX aC i no al segle xvi com s'havia suposat.
Amb aquestes consideracions es pot reescriure la història de la dinastia de Simashki iniciada amb Eparti quan es va establir a Susa després del regnat de Kindattu i la caiguda d'Ur.
Idaddu I i Tan-Ruhurater II (que es va casar amb Mekubi, filla de Bilalama d'Eshunna a Mesopotàmia) van construir o restaurar temples a Susa. Eparti II va fundar la dinastia anomenada modernament dels Epàrtides. Els primers epàrtides van governar al mateix temps que els darrers reis de Shimashki Idaddu II, Idaddu-napir, i probablement Idaddu-temti. Eparti (II), fou doncs contemporani de la primera dinastia sukkalmah o sukkal.
El segon rei, Shilhaha és esmentat a dos documents del temps d'Attahushu, contemporani de Sumuabum (1894-1881 aC), primer rei de la dinastia de Babilim o Babilònia. El darrer rei no epàrtida, Idaddu-Temti, només és conegut per la llista de reis. No se sap com es va dividir el poder perquè Idaddu II i Idaddu-Napir estan testimoniats a Susa, Kuk-Kirmash porta el títol de sukkal d'Elam, o de Simashki de Susa el que vol dir que va governar sobre tota la confederació. Sembla probable que els darrers simàshquides governaren les parts orientals dels dominis i els primers epàrtides governaren les occidentals.
En temps d'Eparti i Shilhaha, i alguns dels seus immediats successors, algun sobirà d'estats sumeris va intentar recuperar Susa, entre ells se sap de l'atac de Gungunum de Larsa vers el 1915 aC; potser a causa d'aquest atac Attahushu va poder accedir al poder, ja que hi ha diverses indicacions de què fou un usurpador: a diferència dels seus predecessors no està associat a cap altra sobirà en documents econòmics o jurídics; els seus títols no són els habituals, ja que encara que apareix com "fill de la germana d'Ilhaha" (habitual per legitimar la successió a posteriori) ell mateix es fa dir "pastor del poble de Susa", que no porta cap més sobirà, excepte Tetepmada que probablement fou un successor seu.
El nom de Siruktuh, que apareix a una tauleta, permet enllaçar la història d'Elam i la de Mesopotàmia, ja que fou contemporani de Shamshiadad I (vers 1815-1780 aC).
El més conegut dels reis és Siwepalar-Huppak, que per algun temps (almenys dos anys) fou el sobirà més poderós de la zona. Segons les tauletes de Mari, sobirans com Zimrilin de Mari o Hammurabi de Babilònia es van dirigir a ell com a "pare" i entre ells s'anomenaven germans mentre usaven la paraula "fill" pels reis de menys importància. Les intervencions a Mesopotàmia de Siwepalar-huppak i el seu germà i successor Kuduzulush (que van arribar fins a Alep) no van tenir continuïtat i Siwepalar-huppak fou derrotat per una aliança dirigida per Hammurabi, que va posar fi a l'expansió elamita cap a Mesopotàmia.
El regnat de Kutur-Nakhunte I i els seus tretze successors com a sukkalmah or sukkal van acabar amb Kuk-Nashur III, el darrer rei conegut testimoniat a documents jurídics i econòmics de Susa i en alguna inscripció reial. En el seu temps no consta cap activitat militar i el país sembla estar aïllat; nombrosos noms de prínceps apareixen al mateix temps: Kutur-Nakhunte és associat amb cinc hereus potencials: Attamera-Halki, Tata, Lila-Irtash, Temti-Agun, i Kutir-Shilhaha; els dos darrers van arribar a ser reis; després va seguir Kuk-Nashur II, contemporani de Ammisaduqa de Babilònia (vers 1647-1626 aC); Temtiraptash, Simutwartash II, Kuduzulush II i Sirtuh van ser reis però l'ordre segur no es pot establir. Els tres darrers reis Tan-Uli i els seus dos fills Temti-Halki i Kuk-Nashur III van portar tots el títol de "fill de la germana d'Ilhaha" i no hi ha cap document que els enllaci amb els anteriors.
Aquesta dinastia, caracteritzada per la seva duració, es va anar semititzant progressivament. Des del 2000 aC Susa va esdevenir el major centre del regne. Els elamites no van imposar la seva llengua als susians (la gran majoria dels documents excavats a Susa són en llengua acadiana) ni tampoc els seus deus (Inshushinak, deïtat tutelar de la ciutat, mentre que la presència dels déus elamites era rara); el títol de rei d'Anshan i Susa que portava Eparti fou abandonat aviat per títols que portaven els governadors sumeris a Susiana en el període d'Ur.
El rei era el sukkalmah i tenia el poder suprem. Delegava alguns poder en els seus fills que portaven títol de sukkal d'Elam i de Simashki si governaven províncies oriental, o sukkal de Susa (equivalent a rei de Susa) si governaven a la Susiana.
La successió al tron es basava a la primogenitura del mascle, però la legitimitat venia donada pel grau d'endogàmia sobre l'exogàmia. El més legítim era el que naixia de la unió d'un rei amb la seva germana; el que naixia de la unió amb una princesa elamita era legítim però amb menys grau de legitimitat. Un fill gran nascut d'un matrimoni amb una princesa de fora la família reial perdia la preferència en favor d'un fill més jove però d'una princesa de la família; el més preferent era el nascut de la germana del rei (aquest fou el cas amb Hutelutsh-Inshushinak que era fill probablement de Shutruk-Nakhunte i de la seva germana Nahunteutu, durant la dinastia Shutrúquida). Si el rei no tenia fills mascles o eren massa joves per regnar el poder passava a una branca col·lateral.

## Llista de reis
- Eparti II (inicia la dinastia Epàrtida) vers el 2000 aC, contemporani dels tres anteriors.
- Ilhaha o Silhaha (segle XIX aC)
- Pala-ishshan (segle XIX aC)
- Kuk-Sanit (segle XIX aC)
- Kuk-Kirmash (segle XIX aC)
- Tem-Sanit (segle xix)
- Kuk-Nakhkhunte (segle XIX aC)
- Kuk-Nashur I (segle XIX aC
- Attahushu (vers 1915-1880 aC)
- Tetepmada
- Siruktuh (vers 1810-1790 aC)
- Simutwartash
- Siwepalar-Huppak (el rei més poderós de la dinastia)
- Kuduzulush I
- Kutur-Nakhunte I
- Attamera-Halki
- Tata
- Lila-Irtash
- Temti-Agun
- Kutir-Shilhaha
- Kuk-Nashur II (segle XVII aC)
- Temtiraptash
- Simutwartash II
- Kuduzulush II
- Sirtuh
- Tan-Uli
- Temti-Halki
- Kuk-Nashur III (vers 1650/1625 aC)
- ...matlat